# Allium hirtovaginatum
Allium hirtovaginatum — вид рослин з родини амарилісових (Amaryllidaceae); поширений у Туреччині.

## Таксономічні примітки
Allium hirtovaginatum часто вважався синонімом або формою, різновидом і підвидом A. cupani. A. hirtovaginatum помітно відрізняється набором хромосом, відшаруванням зовнішніх оболонок цибулини, волосистими листками.

## Опис
Цибулина одна, яйцювата, 9–15 × 7–12 мм; зовнішні оболонки блідо-коричневі, відшаровуються від основи цибулини, укриваючи стебло до 3 см. Стебло прямовисне чи прямовисно-висхідне, заввишки 12–20 см, вкрите листовими піхвами на 2/3–3/4 довжини. Листків 3–4, ниткоподібні, субциліндричні, завдовжки 5–15 см, волосисті. Суцвіття одностороннє, 3–8(12)-квіткове; квітконіжки завдовжки 7–28 мм. Оцвітина циліндрично-субглекоподібна, завдовжки 6–6.5 мм; її листочки рожеві з багрянисто-коричневою середньою жилкою; зовнішні — лінійно-яйцюваті, цілі, гоструваті на верхівці, 1.8–2 мм ушир, внутрішні — лінійно-довгасті, округлі й погризені на верхівці, 1.5–1.6 мм ушир. Тичинки з білими нитками; пиляки жовті. Коробочка триклапанна, субкуляста, 5 × 5 мм. 2n = 14.
Період цвітіння: середина червня — липень.

## Поширення
Поширений у Туреччині. Зустрічається в горбистих і гірських скелястих місцях, в межах карликової чагарникової рослинності.